# Championnat de Pologne des rallyes

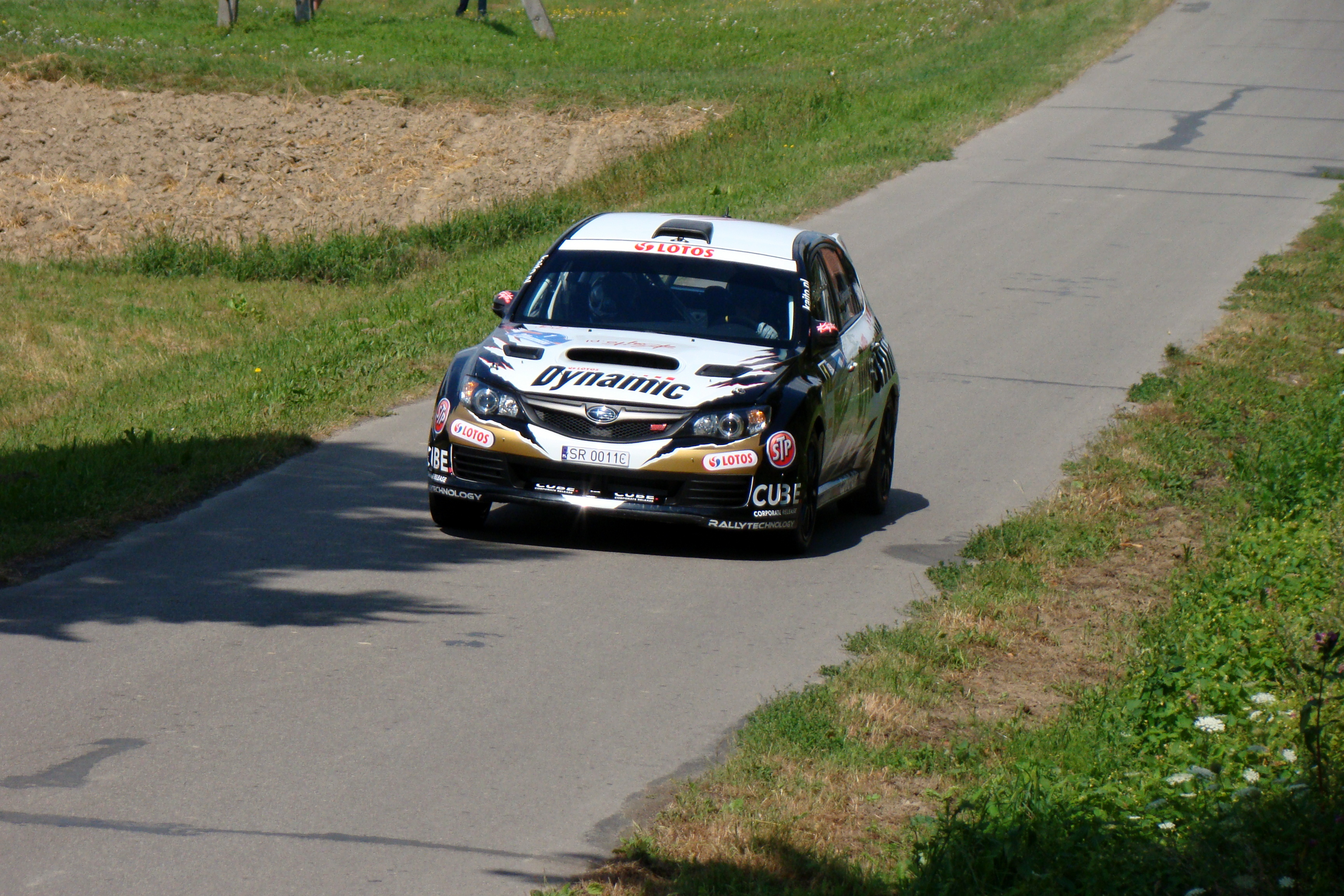
La Subaru Impreza STi R4 de Kajetan Kajetanowicz et Jaroslaw Baran en 2012. Il remporteront cette année-là leur troisième titre en 3 ans.

Le Championnat de Pologne des rallyes, ou Rajdowe Samochodowe Mistrzostwa Polski, ou RSMP, existe depuis 1928. Il est actuellement organisé tous les ans par le Polski Związek Motorowy (PZM).

## Palmarès
Après 1966:
| Année | Champion               | Copilote              | Voiture                                             |
| ----- | ---------------------- | --------------------- | --------------------------------------------------- |
| 2024  | Jarosław Szeja         | Marcin Szeja          | Škoda Fabia Rally2 evo                              |
| 2023  | Grzegorz Grzyb         | Adam Binięda          | Škoda Fabia Rally2 evo                              |
| 2022  | Tom Kristensson        | Andreas Johansson     | Hyundai i20 R5                                      |
| 2021  | Mikołaj Marczyk        | Szymon Gospodarczyk   | Škoda Fabia Rally2 evo                              |
| 2020  | Jari Huttunen          | Mikko Lukka           | Hyundai i20 R5                                      |
| 2019  | Mikołaj Marczyk        | Szymon Gospodarczyk   | Škoda Fabia R5                                      |
| 2018  | Grzegorz Grzyb         | Robert Hundla         | Škoda Fabia R5                                      |
| 2017  | Filip Nivette          | Kamil Heller          | Škoda Fabia R5                                      |
| 2016  | Grzegorz Grzyb         | Robert Hundla         | Ford Fiesta R5                                      |
| 2015  | Łukasz Habaj           | Woś Piotr             | Ford Fiesta R5 \|-                                  |
| 2014  | Wojciech Chuchała      | Sebastian Rozwadowski | Ford Fiesta R5                                      |
| 2013  | Kajetan Kajetanowicz   | Baran, Jaroslaw       | Subaru Impreza STi R4 et Ford Fiesta R5             |
| 2012  | Kajetan Kajetanowicz   | Baran, Jaroslaw       | Subaru Impreza STi R4                               |
| 2011  | Kajetan Kajetanowicz   | Baran, Jaroslaw       | Subaru Impreza STi N16                              |
| 2010  | Kajetan Kajetanowicz   | Baran, Jaroslaw       | Subaru Impreza N15                                  |
| 2009  | Bryan Bouffier         | Xavier Panseri        | Mitsubishi Lancer Evo IX                            |
| 2008  | Bryan Bouffier         | Xavier Panseri        | Peugeot 207 S2000                                   |
| 2007  | Bryan Bouffier         | Xavier Panseri        | Peugeot 207 S2000                                   |
| 2006  | Leszek Kuzaj           | Maciej Szczepaniak    | Subaru Impreza N11 et Subaru Impreza N12            |
| 2005  | Leszek Kuzaj           | Maciej Szczepaniak    | Subaru Impreza N11                                  |
| 2004  | Leszek Kuzaj           | Maciej Szczepaniak    | Subaru Impreza N10                                  |
| 2003  | Tomasz Czopik          | Lukasz Wronski        | Subaru Impreza WRC et Mitsubishi Lancer Evo VII     |
| 2002  | Leszek Kuzaj           |                       | Toyota Corolla WRC et Peugeot 206 WRC               |
| 2001  | Janusz Kulig           | Jaroslaw Baran        | Ford Focus WRC                                      |
| 2000  | Janusz Kulig           | Jaroslaw Baran        | Ford Focus WRC                                      |
| 1999  | Krzysztof Hołowczyc    | Jean-Marc Fortin      | Subaru Impreza WRC                                  |
| 1998  | Robert Gryczyński      | Tadeusz Burkacki      | Toyota Celica GT-Four (ST205) et Toyota Corolla WRC |
| 1997  | Janusz Kulig           | Jaroslaw Baran        | Renault Mégane Maxi                                 |
| 1996  | Krzysztof Hołowczyc    | Maciej Wislawski      | Toyota Celica Turbo 4WD (ST185)                     |
| 1995  | Krzysztof Hołowczyc    |                       | Toyota Celica Turbo 4WD (ST185)                     |
| 1994  | Paweł Przybylski       |                       | Toyota Celica GT-4 (ST165)                          |
| 1993  | Paweł Przybylski       |                       | Toyota Celica GT-4 (ST165)                          |
| 1992  | Marian Bublewicz       |                       | Ford Sierra RS Cosworth 4x4                         |
| 1991  | Marian Bublewicz       |                       | Ford Sierra RS Cosworth                             |
| 1990  | Marian Bublewicz       |                       | Mazda 323 4WD                                       |
| 1989  | Marian Bublewicz       |                       | Mazda 323 4WD                                       |
| 1988  | Andrzej Koper          |                       | Renault 11 Turbo                                    |
| 1987  | Marian Bublewicz       |                       | Polonez 2000                                        |
| 1986  | Mariusz Kostrzak       |                       | Toyota Corolla                                      |
| 1985  | Andrzej Koper          |                       | Renault 5 Alpine et Renault 11 Turbo                |
| 1984  | Andrzej Koper          |                       | Renault 5 Alpine                                    |
| 1983  | Marian Bublewicz       |                       | Opel Kadett GT/E                                    |
| 1982  | Andrzej Koper          |                       | Renault 5 Alpine                                    |
| 1981  | Tomasz Ciecierzyński   |                       | FSO Polonez 2000                                    |
| 1980  | Maciej Stawowiak       |                       | FSO Polonez 2000                                    |
| 1979  | Błażej Krupa           |                       | Renault 5 Alpine                                    |
| 1978  | Jerzy Landsberg        |                       | Opel Kadett GT/E                                    |
| 1977  | Włodzimierz Groblewski |                       | Fiat 125P                                           |
| 1976  | Tomasz Ciecierzyński   |                       | Polski Fiat 125P                                    |
| 1975  | Marian Bublewicz       |                       | Fiat 125P                                           |
| 1974  | Błażej Krupa           |                       | Renault 12 Gordini                                  |
| 1973  | Sobiesław Zasada       |                       | Porsche Carrera RS                                  |
| 1972  | Krystian Bielowski     |                       | Fiat 125P                                           |
| 1971  | Włodzimierz Markowski  |                       | Fiat 125P                                           |
| 1970  | Adam Masłowiec         |                       | FSO Syrena 104                                      |
| 1969  | Ryszard Nowicki        |                       | Renault 8 Gordini                                   |
| 1968  | Sobiesław Zasada       |                       | Porsche 911                                         |
| 1967  | Sobiesław Zasada       |                       | Porsche 912 et Lancia Fulvia 1.3 Coupé HF           |

(nb: Bryan Bouffier est encore vice-champion de Pologne en 2011, et 3e du championnat en 2010)